# Mort à l'écran
Pour plus de détails, voir Fiche technique et Distribution.
Mort à l'écran est un court métrage français produit et réalisé en 2005 par Alexis Ferrebeuf et Jonathan Ferrebeuf.
Le film met en scène Lambert Wilson et, pour la seconde fois à l'écran, MC Solaar.
Ce court-métrage est disponible en DVD depuis janvier 2008.

## Synopsis
Un ancien boxeur, condamné à mort pour meurtre, se voit offrir la chance d'être gracié ou non par un tribunal de spectateurs lors d'une nouvelle émission télé présentée par un animateur sans scrupule. Les spectateurs seront aidés (ou influencés) dans leur choix par deux partis : l'un en faveur du condamné, l'autre contre celui-ci.

## Fiche technique
- Titre : Mort à l'écran
- Réalisateur : Alexis Ferrebeuf
- Producteur associé : Jonathan Ferrebeuf
- Production : Winbros, CNC, TPS Star
- Directeur de la photographie : Gérard Simon
- Compositeur : Erwann Kermorvant
- Monteur : Samuel Danesi
- Chef décorateur : Ivan Maussion
- Costumes : Annie Perier
- Ingénieur du son : Philippe Fabbri
- Format du son : Dolby numérique
- Format de projection : 2,35:1 cinémascope
- Format de production : 35 mm
- Langues : français
- Durée : 14 minutes

## Distribution
- Lambert Wilson : Daniel Brullman
- MC Solaar : Jonathan Baral
- Alain Flick : Arthur Monty
- Georges Staquet : Guy Michelet
- Manuel Bonnet : Manuel Bonnet
- Sabine Bail : Paula Delmas

## Analyse
Ce court-métrage propose une critique réaliste de la télé-réalité, ici poussée à son paroxysme. La question posée est de savoir si ce type de programme de télévision pourra traiter à l'avenir des sujets aussi dramatiques que la condamnation à mort.
Il reprend des thèmes déjà abordés par Running Man avec Arnold Schwarzenegger ou Truman Show avec Jim Carrey, mais en les repoussant à leur extrême limite : le présentateur de l'émission, de même que les spectateurs, semblent complètement pris dans le bain du concept et ne se soucient guère de leurs agissements. Le condamné à mort a, en revanche, une haine vis-à-vis de ce système odieux, dont l'objectif n'est autre que de faire du profit en se basant sur le triste sort du condamné.

## Autour du film
Ce film est la première réalisation des frères Ferrebeuf. Alexis et Jonathan, passionnés de cinéma et diplômés de l'Essec, ont décidé de créer une société de production, Winbros, afin de concrétiser leur rêve d'enfance : faire du cinéma.

## Autres informations
Les frères Ferrebeuf ont obtenu en 2004, pour la réalisation de ce film, un prix Défi jeunes. Ils ont également obtenu, pour la création de leur structure de production, le troisième prix national Envie d'agir 2006, dans la section Entrepreneuriat. 